# Cabana de volta II (Guissona)
La Cabana de volta II és una obra de Guissona (Segarra) protegida com a Bé Cultural d'Interès Local.

## Descripció
Cabana de volta construïda amb pedra i fusta. S'ha emprat petits carreus de pedra picada disposats en filades. La façana d'ingrés, orientada a sud, presenta una entrada amb brancals i llinda de pedra. A l'interior s'observa la coberta amb mitja volta de canó. S'ha de destacar també el mal estat de conservació de la construcció. Sobretot la part posterior de la façana està ensorrada.
La cabana és una construcció característica que es trobava a les finques allunyades del poble, donava cobert al pagès i a la mula a l'hora de descansar al migida i servia d'aixopluc en cas de mal temps.
S'arriba a la cabana per la carretera L-313, direcció a Ponts. Passat el Km 16, s'ha d'agafar un camí a l'esquerra i en uns 500 m trobes la cabana.